# Sauris melanoceros
Sauris melanoceros là một loài bướm đêm trong họ Geometridae.